# Львівські Отруби (зупинний пункт)
Львівські Отруби (до 18.07.2017 року — Платформа 319 км, неофіційна назва — Радгосп «Україна») — пасажирський зупинний пункт Херсонської дирекції Одеської залізниці на неелектрифікованій лінії Снігурівка — 51 км між станцією Матросівка (5 км) та зупинним пунктом Вітрове (9 км). Розташований в однойменному селі Бериславського району Херсонської області.

## Історія
18 липня 2017 року, відповідно до вимог наказу ПАТ «Укрзалізниця» від 17 липня 2017 року № 472 «Про внесення змін до Тарифного керівництва № 4» за клопотанням регіональної філії «Одеська залізниця» зупинний пункт Платформа 319 км, що мав фактичну назву Радгосп «Україна», перейменований на зупинний пункт Львівські Отруби.
25 березня 2024 року на сайті Міністерства розвитку громад, територій та інфраструктури України оприлюднено проєкт постанови Кабінету Міністрів «Про перейменування деяких географічних об'єктів». Відповідні дії вчиняються задля виконання положень Закону України «Про засудження та заборону пропаганди російської імперської політики в Україні і деколонізацію топонімії». Серед них було запропоновано перейменувати зупинний пункт Радгосп Україна на Платформу Новосад.

## Пасажирське сполучення
На платформі зупиняються приміські поїзди до кінцевих станцій  Миколаїв-Вантажний, Сірогози, Херсон.